# Damiano Ferronetti
Damiano Ferronetti (ur. 1 listopada 1984 w Albano Laziale) – włoski piłkarz występujący najczęściej na pozycji prawego obrońcy.

## Kariera klubowa
Damiano Ferronetti zawodową karierę rozpoczynał w 2002 roku w zespole AS Roma. W ekipie tej nie mógł jednak liczyć na występy w podstawowej jedenastce, dlatego też na sezon 2003/2004 został wypożyczony do Triestiny Calcio, z którą zajął 10. miejsce w rozgrywkach Serie B. Następnie Ferronetti trafił do Parmy, miał tam zastąpić Mattea Ferrariego, który przeniósł się do Romy. W barwach zespołu „Gialloblu” Damiano 19 września 2004 roku w przegranym 0:4 meczu z Udinese Calcio zadebiutował w Serie A, zanotował także swoje pierwsze występy w Pucharze UEFA. W Parmie włoski obrońca przez 3 sezony pełnił rolę rezerwowego i łącznie wystąpił w 38 ligowych pojedynkach.
Latem 2007 roku Ferronetti zdecydował się zmienić klub i podpisał kontrakt z Udinese Calcio, które zapłaciło za niego 350 tysięcy euro. W odwrotnym kierunku w sierpniu powędrował defensor „Bianconerich” – Damiano Zenoni. Pierwszy występ w barwach nowej drużyny Ferronetti zaliczył 11 listopada podczas wygranego 2:1 wyjazdowego pojedynku z Fiorentiną. 15 marca 2008 roku włoski obrońca w zremisowanym 2:2 meczu ligowym z S.S. Lazio strzelił swoją pierwszą bramkę w karierze. Od początku pobytu w Udinese włoski obrońca pełni w nim rolę rezerwowego.

## Kariera reprezentacyjna
Ferronetti ma za sobą występy w młodzieżowych reprezentacjach Włoch. Razem z zespołem do lat 19 w 2003 roku Damiano wywalczył mistrzostwo Europy juniorów pokonując w finale 1:0 Portugalię. Razem z drużyną do lat 21, w której występował w latach 2004–2007, wychowanek Romy brał udział w Euro 2006, na których „Azzurrini” nie zdołali wyjść z grupy.